# Microserica bhutanensis
Microserica bhutanensis är en skalbaggsart som beskrevs av Frey 1975. Microserica bhutanensis ingår i släktet Microserica och familjen Melolonthidae. Inga underarter finns listade i Catalogue of Life.